# Nationaal Denksport Centrum Den Hommel
Nationaal Denksport Centrum (NDC) Den Hommel is een denksportcentrum aan de Kennedylaan in de Utrechtse buurt Den Hommel. Het is in 2001 gebouwd door de Nederlandse Bridge Bond als accommodatie voor nationale kampioenschappen en competities, trainingen van nationale selecties en voor lokale denksportverenigingen. Omdat het gebouw alleen op avonden en weekenden werd gebruikt, ontstond het idee om het pand overdag op werkdagen te verhuren als zalen- en vergadercentrum.
In het Nederlandse centrum van de denksport zijn de bondsbureaus van de Nederlandse Bridge Bond, Koninklijke Nederlandse Dambond en Nederlandse Go Bond gevestigd. Ook worden de belangrijkste bridgecompetities van Nederland, zoals de Meesterklasse, in dit gebouw gespeeld. Behalve voor bridge, wordt het denksportcentrum ook gebruikt voor dammen, Go, Mahjong, schaken, Scrabble en wargames.

## Evenementen
2010
- Wereldkampioenschap Mahjong[3][4]